# Paul Accola
Paul Accola (ur. 20 lutego 1967 w Davos) – szwajcarski narciarz alpejski, brązowy medalista olimpijski, trzykrotny medalista mistrzostw świata oraz zdobywca Pucharu Świata.

## Kariera
Pierwszy sukces na arenie międzynarodowej Paul Accola osiągnął w 1985 roku, kiedy zdobył dwa medale podczas mistrzostw świata juniorów w Jasnej. Najpierw wywalczył brązowy medal w slalomie, w którym wyprzedzili go tylko Austriak Rainer Salzgeber oraz Sašo Robič z Jugosławii. Następnie zajął drugie miejsce w kombinacji, rozdzielając na podium Salzgebera i Bernharda Hubera z RFN. Na tej samej imprezie zajął także siódme miejsce w zjeździe i dziewiąte w gigancie.
W zawodach Pucharu Świata zadebiutował 17 stycznia 1988 roku w Bad Kleinkirchheim, zajmując ósme miejsce w gigancie. Tym samym już w swoim debiucie wywalczył pierwsze pucharowe punkty. W sezonie 1987/1988 więcej nie punktował i ostatecznie zajął 86. miejsce w klasyfikacji generalnej. Już na początku kolejnego sezonu po raz pierwszy stanął na podium, zajmując 6 grudnia 1988 roku trzecie miejsce w slalomie w Sestriere. W zawodach tych wyprzedzili go jedynie reprezentujący Luksemburg Marc Girardelli oraz Jonas Nilsson ze Szwecji. Pierwsze pucharowe zwycięstwo odniósł 29 listopada 1991 roku w Breckenridge, gdzie był najlepszy w gigancie. Łącznie Accola 26. razy stawał na podium odnosząc przy tym jeszcze sześć zwycięstw: 30 listopada 1991 roku w Breckenridge wygrał slalom, 13 stycznia w Garmisch-Partenkirchen, 19 stycznia w Kitzbühel i 26 stycznia 1992 roku w Wengen zwyciężał w kombinacji, a 1 lutego 1992 roku w Megève i miesiąc później w Morioce był najlepszy w supergigancie. Ostatni raz na podium w zawodach tego cyklu stanął 9 stycznia 2000 roku w Chamonix, zajmując trzecie miejsce w kombinacji. Najlepsze wyniki osiągnął w sezonie 1991/1992, kiedy sięgnął po Kryształową Kulę za zwycięstwo w klasyfikacji generalnej, w której wyprzedził Włocha Alberto Tombę i Marca Girardellego. W tym samym sezonie zdobył Małe Kryształowe Kule za zwycięstwa w klasyfikacjach kombinacji i supergiganta, w slalomie był drugi, a w klasyfikacji giganta zajął trzecie miejsce. Był też między innymi drugi w klasyfikacji kombinacji w sezonie 1989/1990, a w sezonach 1988/1989, 1990/1991, 1996/1997 i 1999/2000 w klasyfikacji tej zajmował czwarte miejsce.
W 1988 roku wystartował na igrzyskach olimpijskich w Calgary, gdzie wywalczył brązowy medal w kombinacji. Po zjeździe zajmował dopiero 24. miejsce, tracąc do prowadzącego Pirmina Zurbriggena 4,58 sekundy. W slalomie uzyskał jednak najlepszy wynik, co dało mu trzeci łączny czas. Ostatecznie stanął na najniższym stopniu podium, ulegając tylko dwóm Austriakom: Hubertowi Strolzowi i Bernhardowi Gstreinowi. W tej samej konkurencji zdobył srebrny medal na rozgrywanych rok później mistrzostwach świata w Vail, gdzie przegrał tylko z Girardellim. Na tej samej imprezie był też czwarty w slalomie, przegrywając walkę o podium z Girardellim o 0,15 sekundy. Z mistrzostw świata w Saalbach-Hinterglemm w 1991 roku wrócił bez medalu. Najlepszy wynik uzyskał w kombinacji, w której był czwarty, przegrywając walkę o medal z Austriakiem Güntherem Maderem. Czwarte miejsce zajął także w gigancie na igrzyskach olimpijskich w Albertville w 1992 roku. Po pierwszym przejeździe zajmował czwarte miejsce, ze stratą 0,31 sekundy do Alberto Tomby. W drugim przejeździe uzyskał ósmy wynik i nie zdołał awansować. Do trzeciego Kjetila André Aamodta z Norwegii stracił ostatecznie 0,20 sekundy. Na tych igrzyskach zajął też między innymi szóste miejsce w slalomie. Kolejny medal zdobył dopiero na rozgrywanych w 1999 roku mistrzostwach świata w Vail. Zajął tam trzecie miejsce w kombinacji, uzyskując szósty wynik zjazdu i drugi w slalomie. Wyprzedzili go tylko Kjetil André Aamodt oraz jego rodak, Lasse Kjus. Parę dni później Accola był czwarty w gigancie, przegrywając walkę o podium ze swym rodakiem, Steve'em Locherem. Ostatni medal zdobył podczas mistrzostw świata w Sankt Anton w 2001 roku, gdzie w swojej koronnej konkurencji ponownie był trzeci. Tym razem lepsi okazali się Aamodt oraz Austriak Mario Matt. Szwajcar brał także udział w igrzyskach olimpijskich w Salt Lake City w 2002 roku, gdzie zajął szóste miejsce w kombinacji i dziesiąte w supergigancie. Ponadto zdobył 24 medale na mistrzostwach Szwajcarii, w tym 15 złotych: w zjeździe w 1999 roku, supergigancie w latach 1997 i 1999, slalomie w latach 1991, 1993 i 1998 oraz kombinacji w latach 1987, 1991, 1993, 1994, 1996, 1997, 1998, 1999 i 2001. W 2005 roku zakończył karierę.
Po zakończeniu kariery został przedsiębiorcą. Jest żonaty, ma trojkę dzieci, mieszka w Davos. W 2011 roku kandydował do Rady Narodowej z ramienia Szwajcarskiej Partii Ludowej, jednak nie został wybrany. W tym samym roku kandydował także do rady gminy Davos, jednak również nie został wybrany.
W 2012 roku potrącił traktorem pięcioletniego chłopca, który zmarł w wyniku odniesionych obrażeń. Sąd uznał go za niewinnego, bowiem Accola kilkukrotnie ostrzegał chłopca, by ten nie bawił się w miejscu wypadku.
Jego siostra Martina również uprawiała narciarstwo alpejskie.

## Osiągnięcia

### Igrzyska olimpijskie
| Miejsce | Dzień     | Rok  | Miejscowość    | Konkurencja | Czas biegu | Strata     | Zwycięzca            |
| ------- | --------- | ---- | -------------- | ----------- | ---------- | ---------- | -------------------- |
| 3.      | 17 lutego | 1988 | Calgary        | Kombinacja  | 36,55 pkt  | +11,69 pkt | Hubert Strolz        |
| DNF     | 27 lutego | 1988 | Calgary        | Slalom      | 1:39.47    | -          | Alberto Tomba        |
| DNF     | 9 lutego  | 1992 | Albertville    | Zjazd       | 1:50,37    | -          | Patrick Ortlieb      |
| 21.     | 11 lutego | 1992 | Albertville    | Kombinacja  | 14,58 pkt  | +76,38 pkt | Josef Polig          |
| 10.     | 16 lutego | 1992 | Albertville    | Supergigant | 1:13,04    | +1,56      | Kjetil André Aamodt  |
| 4.      | 18 lutego | 1992 | Albertville    | Gigant      | 2:06,98    | +1,04      | Alberto Tomba        |
| 6.      | 22 lutego | 1992 | Albertville    | Slalom      | 1:44,39    | +1,23      | Finn Christian Jagge |
| 6.      | 15 lutego | 1994 | Lillehammer    | Kombinacja  | 3:17,53    | +1,91      | Lasse Kjus           |
| 14.     | 17 lutego | 1994 | Lillehammer    | Supergigant | 1:32,53    | +1,84      | Markus Wasmeier      |
| 19.     | 23 lutego | 1994 | Lillehammer    | Gigant      | 2:52,46    | +2,50      | Markus Wasmeier      |
| 17.     | 27 lutego | 1994 | Lillehammer    | Slalom      | 2:02,02    | +5,54      | Thomas Stangassinger |
| DNF     | 12 lutego | 1998 | Nagano         | Kombinacja  | 3:08,06    | –          | Mario Reiter         |
| 18.     | 16 lutego | 1998 | Nagano         | Supergigant | 1:34,82    | +2,05      | Hermann Maier        |
| 7.      | 19 lutego | 1998 | Nagano         | Gigant      | 2:38,51    | +2,06      | Hermann Maier        |
| 18.     | 21 lutego | 1998 | Nagano         | Slalom      | 1:49,31    | +5,60      | Hans Petter Buraas   |
| 6.      | 13 lutego | 2002 | Salt Lake City | Kombinacja  | 3:17,56    | +4,70      | Kjetil André Aamodt  |
| 10.     | 16 lutego | 2002 | Salt Lake City | Supergigant | 1:21,58    | +1,75      | Kjetil André Aamodt  |

### Mistrzostwa świata
| Miejsce | Dzień       | Rok  | Miejscowość   | Konkurencja | Czas biegu | Strata     | Zwycięzca                |
| ------- | ----------- | ---- | ------------- | ----------- | ---------- | ---------- | ------------------------ |
| 2.      | 3 lutego    | 1989 | Vail          | Kombinacja  | 4,72 pkt   | +11,54 pkt | Marc Girardelli          |
| 4.      | 12 lutego   | 1989 | Vail          | Slalom      | 2:02,85    | +0,95      | Rudolf Nierlich          |
| 11.     | 22 stycznia | 1991 | Saalbach      | Slalom      | 1:55,38    | +3,84      | Marc Girardelli          |
| DNF     | 23 stycznia | 1991 | Saalbach      | Supergigant | 1:26,73    | -          | Stephan Eberharter       |
| 4.      | 30 stycznia | 1991 | Saalbach      | Kombinacja  | 16,28 pkt  | +13,30 pkt | Stephan Eberharter       |
| DSQ2    | 3 lutego    | 1991 | Saalbach      | Gigant      | 2:29,94    | –          | Rudolf Nierlich          |
| 5.      | 13 lutego   | 1993 | Morioka       | Slalom      | 1:40,33    | +0,79      | Kjetil André Aamodt      |
| 11.     | 19 lutego   | 1996 | Sierra Nevada | Kombinacja  | 3:31,95    | +4,35      | Marc Girardelli          |
| 13.     | 23 lutego   | 1996 | Sierra Nevada | Gigant      | 1:58,63    | +3,83      | Alberto Tomba            |
| 6.      | 6 lutego    | 1997 | Sestriere     | Kombinacja  | 3:10,40    | +3,24      | Kjetil André Aamodt      |
| 5.      | 12 lutego   | 1997 | Sestriere     | Gigant      | 2:48,23    | +1,91      | Michael von Grünigen     |
| 18.     | 15 lutego   | 1997 | Sestriere     | Slalom      | 1:51,70    | +3,32      | Tom Stiansen             |
| 5.      | 2 lutego    | 1999 | Vail          | Supergigant | 1:14,53    | +0,26      | Hermann Maier Lasse Kjus |
| 16.     | 6 lutego    | 1999 | Vail          | Zjazd       | 1:40,60    | +3,09      | Hermann Maier            |
| 3.      | 9 lutego    | 1999 | Vail          | Kombinacja  | 2:43,09    | +0,53      | Kjetil André Aamodt      |
| 4.      | 12 lutego   | 1999 | Vail          | Gigant      | 2:19,31    | +1,83      | Lasse Kjus               |
| 9.      | 14 lutego   | 1999 | Vail          | Slalom      | 1:42,12    | +1,12      | Kalle Palander           |
| 13.     | 31 stycznia | 2001 | Sankt Anton   | Supergigant | 1:21,46    | +1,59      | Daron Rahlves            |
| 3.      | 5 lutego    | 2001 | Sankt Anton   | Kombinacja  | 2:58,25    | +1,28      | Kjetil André Aamodt      |
| 8.      | 8 lutego    | 2001 | Sankt Anton   | Gigant      | 2:23,80    | +1,44      | Michael von Grünigen     |

### Mistrzostwa świata juniorów
| Miejsce | Dzień     | Rok  | Miejscowość | Konkurencja | Czas biegu | Strata | Zwycięzca          |
| ------- | --------- | ---- | ----------- | ----------- | ---------- | ------ | ------------------ |
| 7.      | 28 lutego | 1985 | Jasná       | Zjazd       | 1:18,01    | +1,44  | Giorgio Piantanida |
| 9.      | 2 marca   | 1985 | Jasná       | Gigant      | 2:17,55    | +3,56  | Robert Žan         |
| 3.      | 3 marca   | 1985 | Jasná       | Slalom      | 1:42,82    | +1,98  | Rainer Salzgeber   |
| 2.      | 3 marca   | 1985 | Jasná       | Kombinacja  | ?          | ?      | Rainer Salzgeber   |

### Puchar Świata

#### Miejsca w klasyfikacji generalnej
- sezon 1987/1988: 86.
- sezon 1988/1989: 20.
- sezon 1989/1990: 11.
- sezon 1990/1991: 8.
- sezon 1991/1992: 1.
- sezon 1992/1993: 18.
- sezon 1993/1994: 59.
- sezon 1994/1995: 49.
- sezon 1995/1996: 37.
- sezon 1996/1997: 22.
- sezon 1997/1998: 17.
- sezon 1998/1999: 13.
- sezon 1999/2000: 14.
- sezon 2000/2001: 27.
- sezon 2001/2002: 46.
- sezon 2003/2004: 51.
- sezon 2004/2005: 92.

#### Zwycięstwa w zawodach
1. Breckenridge – 29 listopada 1991 (gigant)
2. Breckenridge – 30 listopada 1991 (slalom)
3. Garmisch-Partenkirchen – 13 stycznia 1992 (kombinacja)
4. Kitzbühel – 19 stycznia 1992 (kombinacja)
5. Wengen – 26 stycznia 1992 (kombinacja)
6. Megève – 1 lutego 1992 (supergigant)
7. Morioka – 1 marca 1992 (supergigant)

#### Pozostałe miejsca na podium
1. Sestriere – 6 grudnia 1988 (slalom) – 3. miejsce
2. Kitzbühel – 15 stycznia 1989 (kombinacja) – 2. miejsce
3. Kranjska Gora – 7 stycznia 1990 (slalom) – 3. miejsce
4. Schladming – 12 stycznia 1990 (kombinacja) – 2. miejsce
5. Kitzbühel – 21 stycznia 1990 (kombinacja) – 2. miejsce
6. Oppdal – 26 lutego 1991 (slalom) – 2. miejsce
7. Lillehammer – 2 marca 1991 (slalom) – 3. miejsce
8. Park City – 23 listopada 1991 (gigant) – 2. miejsce
9. Park City – 24 listopada 1991 (slalom) – 2. miejsce
10. Alta Badia – 15 grudnia 1991 (gigant) – 3. miejsce
11. Garmisch-Partenkirchen – 12 stycznia 1992 (supergigant) – 2. miejsce
12. Wengen – 26 stycznia 1992 (slalom) – 2. miejsce
13. Aspen – 15 marca 1992 (supergigant) – 3. miejsce
14. Wengen – 22 marca 1992 (slalom) – 2. miejsce
15. Shiga Kōgen – 8 marca 1997 (gigant) – 3. miejsce
16. Adelboden – 13 stycznia 1998 (gigant) – 3. miejsce
17. Veysonnaz – 18 stycznia 1998 (kombinacja) – 3. miejsce
18. Kitzbühel – 24 stycznia 1999 (kombinacja) – 3. miejsce
19. Chamonix – 9 stycznia 2000 (kombinacja) – 3. miejsce